# Gräs
Gräs (Poaceae, synonym Gramineae) är en familj enhjärtbladiga växter med omkring 12 000 arter i hela världen. 
Gräs är ett- eller fleråriga örter med kraftigt varierande storlek, och rötterna är samlade i en jämn knippa. Stjälken kallas strå och är ofta ihålig, men arter som majs och sockerrör har märg, medan bambu har en förvedad stam. Strået är ledat och lederna skiljs åt av förtjockade noder. Bladen utgår från noderna och omsluter strået med en bladslida. Mellan denna och bladskivan sitter en hinna, snärpet. Blommorna skyddas av skärmfjäll och blomfjäll som kallas agnar, och är samlade i småax som i sin tur bildar ax eller vippor. 
Gräs kan växa enstaka eller i täta tuvor och förökar sig ofta via underjordiska revor. De är vanligen korsbefruktande och pollineras av vinden. Det stärkelserika, mjöliga fröet är inneslutet i ett slags nöt.
Arter i familjen halvgräs betraktas ofta felaktigt som gräs. Halvgräs kan särskiljas genom att de saknar en tydlig led på strået och ofta genom att halvgräsens strån inte har rund (utan till exempel trekantig) genomskärningsyta.

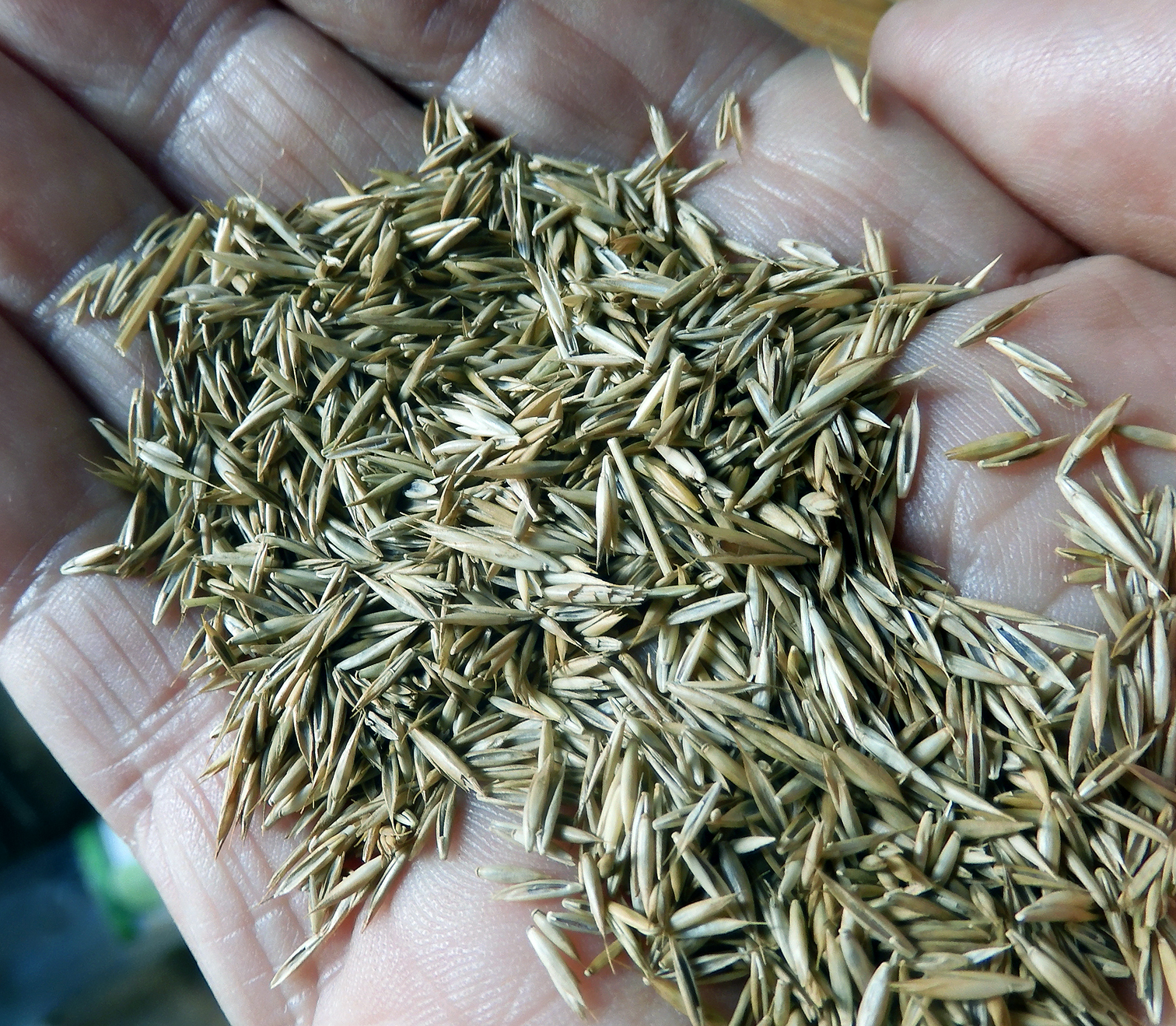
Gräsfrön, en blandning av 90% Rödsvingel (Festuca rubra) och 10% Fårsvingel (Festuca ovina).

## Familjen äkta gräs
- Underfamilj Anomochlooideae
- Underfamilj Pharoideae
- Underfamilj Puelioideae
- Underfamilj Bambusoideae
- Underfamilj Pooideae
- Underfamilj Ehrhartoideae
- Underfamilj Aristidoideae
- Underfamilj Arundinoideae
- Underfamilj Chloridoideae
- Underfamilj Panicoideae
- Underfamilj Danthonioideae
- Underfamilj Micrairoideae
- Underfamilj Panicoideae

### Utvecklingslinjerinom Panicoideae
Grupp 1: Panicoideae
- Tribu Isachneae
- Tribu Neurachneae
- Tribu Arundinelleae
- Tribu Paniceae

Grupp 2: Andropogonodae
- Tribu Andropogoneae
- Tribu Maydeae